# 문도 데 피에라스 (2006년 텔레노벨라)
《문도 데 피에라스》(스페인어: Mundo de fieras)은 2006년 방영된 멕시코의 텔레노벨라이다.